# Nour Ullah Noor
Nour Ullah Noor (ur. 8 czerwca 1944) – afgański zapaśnik walczący w stylu klasycznym. Olimpijczyk z Tokio 1964, gdzie zajął piętnaste miejsce w kategorii do 67 kg.

## Letnie Igrzyska Olimpijskie 1964
| Konkurencja           | Rundy eliminacyjne          | Rundy eliminacyjne | Klas. końcowa |
| Konkurencja           | Przeciwnik I                | Przeciwnik II      | Miejsce       |
| --------------------- | --------------------------- | ------------------ | ------------- |
| 57 kg styl klasycznym | Masamitsu Ichiguchi (JPN) P | Andy Fitch (USA) P | 15.           |